# 俺たちのフィールド
『俺たちのフィールド』（おれたちのフィールド）は、村枝賢一のサッカー漫画である。『週刊少年サンデー』（小学館）で1992年3・4合併号から1998年45号まで連載された。通称「俺フィー」。単行本は小学館から全34巻＋外伝1巻、ワイド版全17巻＋外伝1巻、文庫版全19巻、コンビニコミック版全14巻。

## 概要
サッカー選手だった父親に憧れる主人公が少年サッカー、高校サッカー、アルゼンチン留学、プロサッカー、日本代表と活躍の場を広げて成長していく作品。作品中盤からのプロサッカー選手としての活躍を描いた内容は、1993年のJリーグ開幕やドーハの悲劇、ワールドカップ・フランス大会出場などの、現実の日本サッカー界の流れとリンクした作品内容となっている。
作品の企画はJリーグ開幕の2年前にあたる1991年から始まったが、当時は長期連載を想定してはいなかった。また、その当時は高校サッカーの人気の方が高かったこともあり、少年サッカーから始め高校サッカーで物語を帰結させる展開を構想していたが、プロリーグ発足に向けた国内の盛り上がりを感じたこともあり、JリーグやFIFAワールドカップも作品に取り入れることを視野に入れたという。
当時の村枝はサッカーの知識がなかったが「野球なら細かいフォームが決まっていて描写する際に知識の有無では敵わないと思ったが、サッカーなら正しいフォームを知らなくても躍動感を描けるのではないか」と直感したという。また、サッカーを題材としている以上、いたずらに人情話ばかりを持ち出して問題を処理・解決させることは避け、個々の登場人物の抱えている背景を描かないまま試合に入り、徐々にそれぞれの個性を開示させて試合内容で盛り上げ、それを終了することで読者に感動を与えることを理想とし、目指していたともいう。
作者の村枝賢一は後のインタビューで、この作品を1997年のフランスワールドカップのアジア予選突破の時点で連載を終了させ、主人公・高杉和也の率いる日本とライバルのダミアン・ロペスの率いるアルゼンチンがワールドカップ決勝で対戦する場面をラストシーンとして構想していたと語っている。しかし現実の日本代表がワールドカップ初出場を果たした直後の国内の盛り上がりと、本戦の組み合わせ抽選の結果、グループリーグ初戦において因縁の国として描かれてきたアルゼンチンと対戦することが決定したため「これは描くしかないだろう」とアルゼンチン戦までを描くことに決まったという。

## ストーリー
サッカー好きの少年・高杉和也は、日本リーグのスター選手である父・貫一と、いつか国立競技場で一緒にプレーすることを夢見ながら、幼馴染の森口愛子や転校生の騎場拓馬と共に、少年クラブでサッカーに打ち込んでいた。だが貫一が交通事故によって、帰らぬ人となると和也は父を失った失意からサッカーを止めてしまう。しかし高校2年になったある日、和也の前に一人の男が現れた事で再びサッカーと対峙する事となる。

## 登場人物

### 高杉家と周辺
高杉 和也（たかすぎ かずや）
本作の主人公。代表的なポジションはフォワード、攻撃的MF、ボランチなど。ポジションは固定せず各エピソード毎に変化する事が多く、本編では高校サッカー編ではディフェンダーであり、ヤマキに入団してからは攻撃的ミッドフィールダー。リザーブ・ドッグスではスタミナとフィジカルを買われボランチになり、日本代表ではCFのポジションでプレイをし、ワールドカップのアルゼンチン戦では、レッドカードで退場し交代枠を使い切った状況で末次に変わり、ゴールキーパーのポジションをこなすサッカーの一通りのポジション（ゴールキーパー含む）を経験しているユーティリティープレイヤー。
父・貫一に憧れてサッカーを始めるも、小学5年生の時の父の死がトラウマとなり、高校2年までサッカーボールに触れる事は無かった。しかしこの間に筋トレやランニングを自主的に行っていた事が、後に無尽蔵のスタミナ、スロースターター体質、究極のフィジカルコンディションを作り上げる源になる。高校2年の時、末次浩一郎との出会いをきっかけに、再びサッカーを始める。その後アルゼンチンへの留学（留学先はボカ・セントラル）を経て、社会人サッカーのヤマキ自工（後のJリーグ・バンディッツ東京）に入団。日本代表入りも果たしワールドカップ出場に導いた。ワールドカップ後愛子と結婚、後に愛息貫雄を授かる。フランスW杯終了後、セリエA・ACFフィオレンティーナに移籍し中心選手として活躍。
目に見えて華麗なテクニックは持ち合わせていないが、先に挙げた無尽蔵のスタミナに加え、クイックスターターでありスロースターターでもある特異な筋組織を持ち合わせていた事から、驚異的な瞬発力と、その瞬発力をフルタイム維持できる持久力を兼ね備える。また伊武をも凌駕する勝利を渇望するメンタリティも高杉の大きな武器の一つ。
W杯予選辺りからは明らかに他の選手より別格に描かれており、運動能力の高さや絶体絶命の状況すら退ける力強いプレー、持久力の桁外れさがダイレクトに描かれている。またアシストやゲームメイクの実力も「要求が高くシビア」だが、高い水準にある。
サッカーに関しては非常に熱い性格だが、登場人物の中では比較的温厚な普通の青年という感じで、人当たりもよく意外に面倒見のよい一面もある。「原付の免許もない」とぼやいていたシーンがあるが後にヤマキのスクーターのCMに出演していた。
名前の由来は姓は高杉晋作からとった。名は村枝が後に漫画として描くこととなる『仮面ライダー』の滝和也から来ているようである。
森口 愛子（もりぐち あいこ）
和也の幼馴染。実家はコンビニを経営している。男勝りな性格で、小学生の時は和也と同じサッカーチームに入っていた。料理が苦手な一面を持っており、カタールでの試合のハーフタイムに、和也に飲ませようとして自身が作った特製ドリンクは、ネズミをも食べようとした拓郎が一口飲んだだけで吐き出して拒んだ程であり、緑川からは「ネズミをも食おうとした奴が嫌がる不味さとは」と恐れた程。作中で年月が経過とともに性格が丸くなって（女性らしくもなって）いく。和也のことが連載初期から好きだったようで、アルゼンチン留学を決意した時には彼を引き留めるためにPK勝負を申し出るほどであった。和也がアルゼンチン留学していた時には髪も切っていた。短大卒業後にリポーターとなり、バンディッツの試合の実況などを担当しサポーターから人気を得、やがて国際試合でもレポーターを務めるほどになる。騎馬や和也と幼馴染ということもあり、選手と同じ目線でレポートを出来るという立場であったが、怪我を負った和也を止めようと試合中のピッチに入ってしまうというミスも犯す。和也と互いに気がある様子が描かれ、最終的には結婚。子どもが最終回に登場する。
名前の由来は森口博子から。
騎場 拓馬（きば たくま）
和也の幼馴染。ポジションはフォワード、攻撃的MF。身長は178cm（本作で身長が確認できるキャラクターの１人）
小学5年生の時に大阪から転校してきた。貫一の大ファンで、当時から抜群のテクニックを持っていた。和也の親友であり、劇中において最も和也を人としてもサッカー選手としても理解していた人物である。その一方で、力量を認めるからこそ対抗心を燃やすライバルでもあった。和也がアルゼンチンに留学した後、高校を中退してヤマキ自工に入団、その後セレッソ大阪へと移籍した。作者曰く「（準主役の）拓馬は和也の敵にしたかった。」とのこと。日本代表ではＷ杯本大会に向け和也の潜在能力をフルに発揮できる状態にするため和也に単独トレーニングを薦め、自身は和也の潜在能力を最大限に活用するように、日本代表のメンバーを相手に喧嘩の様な荒々しい練習をして、日本代表を鍛え抜く。拓郎は「バトルロイヤル」と喩えていた。ワールドカップ後、リーガ・エスパニョーラ・アトレティコ・マドリードに移籍、得点王争いに食い込む。
母親がいない家庭で育ったせいか和也に比べ精神的にかなり成熟しており、和也と愛子の煮え切らない関係を気遣う一面も多く見られた。また、親の都合に振り回されて幸福とは言い難い幼少期を過ごしたものの両親に対してはあまり悪感情を抱いておらず、特に同居する父親の事は色々と気にかけている。
少年時代から高校・ヤマキ・セレッソ大阪までドリブラーとしてフォワードを務めていたが、セレッソが連敗続きの時補強選手として参加したロシア代表のビクトルに示唆されワンタッチゴーラーへとプレースタイルを変更した事もある。ヤマキでフォワードを務めていたときには前線で攻撃の組み立ても行っており、これが後にゲームメイクもこなせる要因になったようだ。八重歯と独特の髪型が特徴。卵焼きが好物だとか。なお、バイク所持者。
高杉 貫一（たかすぎ かんいち）
和也の父親。ポジションはフォワード。身長180cm、体重74kg
日本リーグ・ヤマキ自工の中心選手で、幾度となくアシスト王、得点王に輝いた。しかし和也が小学5年生の時、末次浩一郎をかばって交通事故で他界した為、本人は第2巻で本編から退場となる（回想やイメージで何回か登場する）が、作中、和也と末次がサッカーを始めたきっかけ、拓馬のあこがれの存在とその存在は極めて大きい(ナビスコ杯編でも若いアントラーズ選手が名前を知っている描写がある)。オーバヘッドキックが得意で息子の和也にも受け継がれている。連載当時3度行われた人気投票でも常にベスト10入りをしている。
高杉 晶子（たかすぎ あきこ）
和也の母親であり近所で評判の美人。おっとりした性格だが、末次の想いを受け止めるなど芯は強い。豊かな包容力を持っており、和也や愛子や拓馬たちを温かく見守り、それぞれの思いを受け止めていた。得意料理は納豆巻き。
愛子には母親のように慕われており、時には女性としてのアドバイスを与えたりと仲が良い。
高杉 貫雄（たかすぎ やすお）
最終話に登場する和也と愛子の息子。Ｗ杯の国歌斉唱に紛れ込むほどの行動力を持つ。祖父の名前から一字をもらっていると思われる。ダミアンの発言によればエリサには随分と気に入られている模様。

### バンディッツ東京（ヤマキ自工サッカー部）
日本リーグ時代から続く名門クラブ。本拠地は東京。日本リーグ時代は高杉貫一がエースとして活躍。Jリーグ創設に際し、Jリーグ準会員加盟は行ったものの、親会社のヤマキ自工はJFLで十分だという程度の熱意しかなくJFLからのスタートを余儀なくされる。ヤマキ自工の意志は現場に反映され、スタジアムや補強というハード・ソフト両面での整備が出遅れる事となる。主人公・高杉和也が留学から帰国すると、和也の知っているヤマキの姿は無く、やる気の無い集団と化していた。以下の選手の他に、騎馬や磯野もプレー。Jリーグ昇格に尽力した。昇格時にクラブ名をバンディッツ東京に変更。「山賊」の意で、ユニフォームとフラッグのデザインは連載時、読者より応募されたものから採用された。ディフェンスに関しては日本代表監督・鹿野からも「Jリーグで1、2を誇る」と述べられている。
ヤマキ自工の名前は週刊少年サンデーの編集者だった八巻和弘、及びヤマハ発動機サッカー部（現：ジュビロ磐田）をヒントとしているのではないかと言われている（村枝はジュビロ磐田と中山雅史のファンで、ジュビロ磐田のJ昇格時に少年サンデー誌上に中山を題材にした読み切り漫画を描いたことがある）。
石川 亨（いしかわ とおる）
ヤマキ自工のキャプテン。ポジションはフォワード、ディフェンダー。
かつて貫一とツートップを組んでいた事もある古参選手。事実上の初登場はアルゼンチン編が終了してナビスコカップ編冒頭だが、和也たちが少年サッカークラブに所属していた時も貫一と共に試合に出場している。
和也に昔とは違い活気の無いヤマキ自工には入団しない方がいいと忠告するために高杉家を訪れる。しかし和也や拓馬の入団をきっかけに再度Jリーグ入りを目指す。なお和也が入団後はディフェンダーとして守備を統率した。特に秀でた面が無いため地味な存在だが、その温厚で誠実な人柄からチームメイトには慕われている。
バンディッツがJ昇格後は現役引退し監督に就任した。妻と1男1女がいる。
桜場 慎二（さくらば しんじ）
ポジションはフォワード。自他共に認めるごっつぁんゴーラー。
ヤマキ自工時代からの古参選手の一人で、帰国後の和也のプレーや人柄に触発されひたむきさを取り戻す。トリッキーなポジショニングでJリーグ昇格後も得点を重ね日本人選手で得点ランキング3位に入り日本代表に選出される。完全な努力型であるため、決定的な場面でミスもするが（「桜バカー！」とサポーターに野次られたこともある。味方である和也のシュートやゲームメイクによる決定的な得点を潰したこともある）、その努力で運をも引き寄せるところに魅力があるキャラクター。実際実力がないわけではなく、リザーブ・ドッグス戦や韓国代表戦では和也とのコンビネーションで決定機も演出している。また、明るい性格でムードメーカーの役割も担う。97年Ｗ杯予選のサウジアラビア戦で決定的な4点目（現実の97年Ｗ杯予選のＷ杯出場を決めたゴールシーンにそっくりである）をゲットする。W杯本選のアルゼンチン戦に先発出場し、夢を信じ倒れるまで走りつづけた姿は､和也のフィジカルコンディションを覚醒させる遠因となった。作者は彼について連載終了後、「和也に次ぐリザーブ・ドッグズと旧代表の橋渡し役」と特集を組んだ雑誌でコメントしている。
土黒 貴之（つちぐろ たかゆき）
ポジションはボランチ。
ヤマキ自工時代からの古参選手の一人で、皮肉屋な一面もあるが、冷静な性格。桜場と仲がよく、いいコンビである。桜場が代表に選出された時には「惑星直列並みの奇跡」と言いつつ「惑星直列のないヤツもごまんといるんだからな」とショックを受けつつ桜庭を励ましており、予感させるが代表に選出はされなかった。本編で希少な車を運転する登場人物の1人。
間 慶悟（はざま けいご）
ポジションはゴールキーパー。
JFLヤマキ自工時代からの古参選手の一人で、恵まれた体格を生かし数々のピンチを防ぐ。冷静な面もあるが、激昂しやすくチームメイトとも喧嘩をしてしまう。低迷していたヤマキに嫌気が指し移籍を考えていたが、和也の加入によって変貌していく仲間達に希望を見出し、ヤマキ自工上層部がJ加盟を取り消す意志を知る事で逆に移籍を封印しチームの為に奮起する。Jリーグに昇格し、石川が引退した後はバンディッツのキャプテンを務めた。熱くなりやすい性格が災いし、レッドカードを掲示されたこともある(その際、彼の進言でバンディッツが、控え登録の選手の中にサブキーパーを一人も登録していなかった事が発覚した)。レッドカードで退場したためキーパーを出来る選手がいないと言うトラブルになってしまった。土黒曰く「ミサイルぶち込んでも壊れそうにない」桜庭からは「病気しているのを見た事が無い」と言われており、その両名からは「存在が非常識」と言われた。退場後はハーフタイムに自ら後半の作戦を提案した。ちなみに酒が飲めなかったり、アイドルのファン？だったりする一面もある。
西合志 恵（にしごうし めぐみ）
ポジションはフォワード。
JFLヤマキ自工時代からの古参選手の一人。ただし初登場は博多デルフィネス戦で、足の故障のために退場した拓馬の代わりに出場。ポストプレイヤーでフィジカルが強く当たり負けしない。後の濱田ほど無口ではないが、寡黙で喋る時は「な、な、なんかじっとしていられなくて」などと一番初めの言葉を2,3回くらい言うのが特徴である。
エジムンド・ロッシャ
ポジションはディフェンダー（左サイドバック）。
J昇格後、バンディッツ東京にレンタル移籍した選手。ブラジルのサテライトクラスだったが和也もレベルの高さは認めている。来日時には、ニークがバンディッツの選手寮に姿を現した時と同じような出迎えを受けた。Jリーグ編の博多デルフィネス戦ではニークのワンマンプレイを庇う桜場を他のディフェンス陣と一緒にスパイクで叩くなど、割とチームにも馴染んでいる模様。当初はローン移籍だったが、加入から2年過ぎた98年W杯予選から本大会にかけての時期でもバンディッツに所属している。
ビラルド・ジルバ
ポジションはミッドフィルダー（サイドハーフ）。
Jリーグ昇格後、バンディッツ東京にレンタル移籍した選手。彼もまたブラジルのサテライトクラスだったが和也もレベルの高さは認めている。無口で濱田同様本編では一度もセリフがない。Jリーグ編のヴェルディ戦では1点をゲットする姿が描かれている。こちらも98年W杯本大会の時期までバンディッツに所属している模様。
レジャストロニーク・ユーリ
ポジションはディフェンダー（リベロ）。通称「ニーク」。
Jリーグ昇格後、バンディッツ東京に移籍したウズベキスタン代表のセンターバック。代表ではキャプテンを務める実力者。来日当初は日本のサッカーを侮っており、あまりのワンマンプレーに和也を含んだバンディッツ東京の面々と大乱闘になってしまった。また、来日には別の理由があったため心を閉ざしていたが、和也を始めとするチームメイトとの交流を通して次第に心を開いていく。ソビエト連邦の崩壊後の混乱からウズベキスタン国籍を選択した経緯もあって、Jリーグ編のセレッソ大阪戦では、ロシア代表のビクトル、ディミトリ、シェイキンらとは因縁の対決となった。1997年アジア最終予選ではウズベキスタン代表として和也のいる日本代表と戦う。Jリーグ編における和也と並ぶもう1人の主人公である。はじめは日本語は全く分からなかったようだが、後にカタコト（カタカナ表記）で話すようになる。
98年W杯予選ではウズベキスタン代表として日本代表と戦い、敗れている。その際にユニフォーム交換をしようとした和也に対して、「ナイスゲームとは言えない」「俺の国が泣いている」と悲痛な表情で断り、代表選手としての責任感の強さを見せている。
尾瀬
バンディッツの選手寮の寮長兼賄い。寮に住み込んでおり、本編に家族は登場しないが、既婚者である。貫一らがいた強い時代のヤマキを知る数少ない人物である。言葉遣いはやや乱暴だがかつてのヤマキに対する思いは強く、昔に戻って欲しいと願う。なお、料理の腕は拓郎が気に入るところを見ると超一級。自称「ヤマキのサポン(ー)ターを生業にしている」であり、志を同じくするサポーターに振舞うように用意しているのか、試合の観戦に弁当を持参している。
八巻 玉緒（やまき たまお）
バンディッツ東京のメインスポンサー「ヤマキ自動車工業」の社長令嬢。初登場時は高校生1年生であり、98年W杯予選には高校の卒業旅行を兼ねて観戦に訪れている。彼女自身は普通の女の子だが社長令嬢という育ちにコンプレックスを抱いていた。和也にスポンサーサイドにJ昇格の意志がないことを伝えて、和也を激昂させてしまう。しかしヤマキの試合に興味を持ったらしく、その後何度も試合を観にいく。この時に愛子とも顔見知りになっている。初対面では印象の悪かった和也に自分を普通に扱ってくれる存在と好意を持ち始め、また自分のコンプレックスも友人との確執から和解を経て解消しヤマキのJリーグ昇格のきっかけ作りにもなる。後に97年W杯最終予選にも現地まで友人と駆けつけ、和也を食事に誘うなど積極的な一面も見せたがイラン戦後に愛子の日本を（和也を）信じた強さに微妙な三角関係から身を引く。ナビスコカップ編の最重要キャラの1人。作者は連載時コミックスで「お嬢様、という設定をどう描くか悩んだ」という。
八巻 光蔵（やまき こうぞう）
「ヤマキ自動車工業」の社長。Jリーグ発足当時は「ヤマキ自工」をJリーグ準加盟はさせたものの、経営の視点からJリーグに昇格をさせる必要は全くないと判断していたが、同チーム選手の熱意や娘の玉緒の変化をきっかけとして「ヤマキ自工サッカー部」をJ昇格させることを決意する。ナビスコカップ編ではやや嫌味な登場人物のようにも見えるが、スポーツマンガでは多くの場合は主要人物の感情的な視点から語られるプロスポーツの話（これは当然本編では和也達選手の視点になる）をメインスポンサーの経営的な視点から語っている登場人物として、ストーリーに厚みを持たせたナビスコカップ編の最重要キャラの1人である。なお、後に和也をCM出演させたこともある。

### リザーブ・ドッグズ
1997年フランスW杯予選を何としても通過しなければならない（伊武はその先まで睨んでいたが）、と伊武が代表監督・鹿野周一に提唱しJリーグのクラブから若手を引き抜き結成した代表予備軍（要するに「B代表」）。結成当初は正代表より若く未熟だったという事だが、カタールやカメルーンと言った海外の過酷な環境での、武者修行と現地のチームとの試合を重ねた結果、日本のA代表を破るほど高い実力を備えることになる。チームメンバーの特徴として、攻撃的プレイが特徴な選手と、それら選手をサポートやアシスト出来る選手に分けられ、伊武によって集められたメンバーによるチームのスタイルは「究極の攻撃サッカー」。尚そのチームスタイル故にチームには攻撃的な選手が多く、初めてリザーブ・ドッグスのメンバーを知った拓馬は「このチームFWが多すぎや」と言っていた。リザーブ・ドッグス結成時のチームの平均年齢は21歳であるが、伊武を抜いて計算すると、20歳である。ちなみにW杯予選の旧代表とリザーブ・ドッグスの衝突によるテンションの高いチームを形成するという手法は現実の1993年アメリカW杯予選のエピソードをオマージュしたもの（衝突し合っていた選手同士が張り合って実力を出し切っていたらしい。）。最終的にはほぼ全員が代表の主力メンバーとなった。
2002年の日韓W杯時点では現役を引退して日本代表の監督になった伊武以外は、浜田を除いて全員海外リーグでプレイしており、対戦国からは1人1人が世界級と警戒されるまでになった。
伊武 剣輔（いぶ けんすけ）
強烈なキャプテンシーと高い技術・フィジカルを兼ね備えるフォワード・ミッドフィールダー。ブラジル留学後ヴェルディ川崎に入団し、代表のエースとなるとともにイタリアに渡った経歴は三浦知良を、ドーハの悲劇の後に号泣している姿は中山雅史を彷彿とさせる。
ブラジルから帰国後、ヴェルディに入団、1993年のJリーグ開幕前から「ミスター・Jリーグ」と呼ばれた。鹿野からその豪胆さを買われ、代表に抜擢される。初代表にしてハットトリックを果たすなど頭角を現すが、ドーハの悲劇を経験。さらにヴェルディから移籍したセリエAのACミランでダミアンを始めとした世界レベルのプレーを肌で感じ、正規の代表ではW杯には出場できないと考え、才能ある若手を自ら選出したリザーブ・ドックスを結成。その後、海外で非公式な強化試合（一応、試合の申請に必要な資金は日本サッカー協会から出資されている）を重ね、そのレベルを上げていく。リザーブ・ドッグスの結成時の年齢は29歳である。1997年アジア最終予選では最終戦のサウジアラビア戦にて、度重なるスライディングにより脚の靭帯が伸びた状態にも関わらずプレイをし、最後は足を骨折しながらもゴールを決めハットトリックを達成した。その後リハビリを重ねてW杯予選のアルゼンチン戦にて途中交代で出場し復帰をした。
リザーブドッグスの選手達や日本代表の選手だろうが「コゾーども！」「できなきゃ殺す」「死ね」などと怒鳴り散らす傲慢なキャラクターは強烈だが、初登場時は和也が年下と分かるまで丁寧に会話するなど控えめな所があった。またリザーブ・ドッグスの海外遠征の初戦の相手が、サウジアラビアのOBで構成された平均年齢38歳のベテランチームだと分かると、カタールで試合するにも関わらず「負けたら徒歩で日本に帰れ」とリザーブ・ドッグスのメンバーにキレ気味に言った。作者も描いていて調子が出てきたのか次第に傲岸不遜なキャラクター（コミカルな部分もある）に定まった。サッカーに対する情熱は誰にも負けていない。
2002年には日本代表監督に就任。その時の風貌は伸ばしていた髭を剃っており、現役時代以上のコワモテになっている。愛車はフェラーリで、末次が無免許運転している。
磯野 拓郎（いその たくろう）
ポジションは当初はフォワードだったが、バンディッツ入団後にディフェンダー（サイドバック）にコンバートされ、以後ずっとサイドバックを務めている。
常に明るい性格で、負けず嫌いであり、その自由奔放な言動は予測不能である。食欲旺盛で、劇中でも何かを食べている描写が非常に多い。また人の頭を囓ったりする事がある。自身の俊足とトリッキーな面を組み合わせた、相手が予測不能な出鱈目なプレイを得意としたり、故意にファールをしたのかと詰め寄った審判に対して、目をジーっと見せ続ける事で催眠術の様な物を仕掛けて、審判にゴールを認めさせるなどのトリッキーな面を持つ。また成人しているにも関わらず、小学生と間違えられる程背が低く、リザーブ・ドッグス編では、個性的なメンバーの中でも「和也や拓馬と同じ20歳」と言う事実に他のメンバーが1番驚いており、「ざしきわらしかよ」と突っ込まれていた。背の低さとそれが何なのか知らなかったことから、カタールのボロいホテルの部屋にあったビデを小さいプールと勘違いし1人で楽しみ、またホテルの部屋に現れたサソリをザリガニと間違えて茹でて食おうとし、他のメンバーを恐怖に落とした。またリザーブ・ドッグスの過酷な環境での遠征予定を伊武から聞いた時には、その過酷さに呆然とするメンバーを他所に「おもしろそうバーイ」とその遠征予定を楽しみにしていた。試合のハーフタイムでも食べ物を食べる程の食欲旺盛であり、カタールでの旧サウジアラビア代表との練習試合のハーフタイムには、ロッカールームで暑さにより死んだネズミをも食おうとした。本人曰く「あんまりうまそうじゃなか」。
高校サッカー編から登場しており、拓馬同様準主役格。高校サッカー編では選手権決勝で和也や拓馬らと対決。試合後に入院していたマネージャーへ結婚してくれと告白するも、キャプテンが好きだと言われてしまい振られ、傷心していた所を時任あきらに誘われ、本人は失恋のキズを癒すつもりで和也と共にアルゼンチンに留学をする。アルゼンチンでのサッカー留学を終えて帰国した後、一度故郷の熊本に帰り、その後和也に遅れてヤマキに入団。和也との息のあった連携で拓馬の負傷による離脱を埋める活躍を見せた。ポジションはヤマキに入団して以降はずっとサイドバックであり、成長していく中で、身長がないことが短所として描かれつつも、ドリブルしているにも関わらず、和也以上の脚の速さを出すスピードと、相手の予想外のトリッキーなプレーで、W杯アルゼンチン戦をはじめとして貴重なゴールやプレーをする。ナビスコ杯優勝を決めた後に騎馬と時を同じくして博多デルフィネスに移籍。ディルフィネスに移籍後以降は左サイドバックになり、以降は槌矢と共に両サイドからの積極的なオーバーラップによる攻撃を得意なプレイスタイルとする。熊本出身ということから、熊本弁を使う。コミカルな言動とは裏腹に頭の回転も良いらしく、特に敵に回した際には様々な策を練ってくる一面を見せ、高校サッカー編では和也封じの策を見せた。本人はその策を「和也封じ」と言った拓馬の背中に飛びつき「必殺のニーちゃん動けまい作戦」と自信満々に拓馬に訂正する用言って来た。なお、作中では98年W杯後に和也とともにACFフィオレンティーナに所属するなど、和也のよき相棒としても描かれている。当初は彼が主人公の予定だったらしい（作者曰く、主人公は和也で正解だったとのこと）。名前の由来はサザエさんの「磯野カツオ」から。
寺本 徳二（てらもと とくじ）
博多デルフィネス所属のフォワード。リザーブ・ドッグスでは伊武によって、無理矢理センターバックにコンバートされる。リザーブ・ドッグスの結成時の年齢は21歳。
登場当初は和也、拓馬、拓郎にライバル心を燃やすJFL屈指のフォワードであったが、次第にフィジカルが売りのキャラクターに描かれた。頭脳面では劣ってる部分を見せる事があるも、その長身と強靭な肉体のため、ヘディングなどの空中戦や競り合いには滅法強い。頑固な性格だが、同じ博多所属の槌矢の意見は比較的受け入れる。また、リザーブ・ドッグスでは最初は自分がDFのポジションと言う事に納得が言っておらず、文句を言ったり試合ではDFにも関わらず、相手ゴール前にポジショニングしているなどの問題行動をしていたが、DFを受け入れたのも末次のアドバイスと一回の競り勝ちで「男の仕事場はゴール前」とあっさり受け入れた。98年W杯後、ブンデスリーガ・ボルシア・ドルトムントに移籍、恵まれた体格から年上の槌矢より早く一軍入りを果たす。
槌矢 郡司（つちや ぐんじ）
博多デルフィネス所属の右サイドバック。積極的なオーバーラップを武器にしており、そのプレイスタイルは拓馬から香車と喩えられている。
博多水産時代からのデルフィネス生え抜き選手であり、アマチュア時代は同社の仕事をこなしていた。プロ意識、上昇志向が強くアマチュア時代からW杯に出場する夢を持ち、本人はリザーブ・ドッグスや伊武すらも利用して世界に行くつもりであり、リザーブ・ドッグスにメンバー入り後は日本代表まで駆け上がる。リザーブ・ドッグスのメンバーの中では結成時の年齢は24歳と伊武の次に年長者である。削られても耐えるために体格の良い寺本相手に練習をし左脚の強化をしたり、特注の大きなレガースを作る努力家である。汚いプレーも見せるが、サッカー、そして勝利にかける情熱がそうさせていることが真摯に描かれているため、単なるヒール的なキャラクターにとどまっていない。性格は騎馬に「二重人格者」「猫をかぶっている」などと言われ、時折、猫のようなデフォルメキャラに変化をしツッコミを入れたりする。W杯本選のアルゼンチン戦で、和也が熱痙攣を起こしピッチ外に出ている間、ダミアン・ロペスのマンマークを務め切っている。98年W杯後、寺本と同じくブンデスリーガ・ボルシア・ドルトムントに移籍し、寺本よりも遅れるがレギュラーを獲得している。
尼崎 香太郎（あまさき こうたろう）
京都パープルサンガ所属のミッドフィルダー。
長短のパスを使いこなし、ゲームにリズムをもたらそうとするミッドフィルダー。リザーブ・ドッグスの結成時の年齢は22歳。童謡などでテンポを取る独特なリズムでフィールドで踊るように見えるプレイをし、そのリズムは自身の実家が教えており、自身が得意とする日舞が影響している。温厚な性格だが、相手に競り負け涙する負けん気の強い面もある。和也ほどフィジカル的に優れてはいないところがあり、競り負けるだけでなく、スタミナが切れ走れなくなる場面もあったため、和也がリザーブ・ドッグスを離脱した際にはハードワークに身体がついてゆけず、ボランチを務めきれなかった。性格は負けず嫌いであり、その後はフィジカル面を強化している。98年W杯後、フランスのリーグ・アン・ASモナコに移籍、彼のお辞儀は地元でも人気。
濱田 英二（はまだ えいじ）
横浜マリノス所属のボランチ。
的確なポジショニングで勝負する選手。唯一セリフが一度も無い。途中からセリフは、仲の良くなった拓郎が代弁している。老け顔であるが、リザーブ・ドッグスの結成時の年齢は和也や拓馬達と同じ20歳であり、同じ年の拓郎からは「ハマー」と呼ばれている。
伊武からは「フェイントは下手で突破力は無い」と言われており、派手や華麗なプレーはないが、ベテラン選手のような相手や試合の流れを見抜ける余裕とそれに乗れる天性の才能を持ち、自身がポジショニングを変えることで事前に相手の攻撃の芽を摘み取るプレーをする。また攻撃参加のシーンも描かれておらず、作品が進むにつれ、拓郎や槌矢の両サイドバックが攻めあがった時にはディフェンスラインに吸収され、センターバックのようなポジションでプレーしている場面が多く、正代表との試合やサウジアラビア戦ではセンターバックのポジションになっている。ワールドカップ後唯一日本のJFL（当時、後にJ2）モンテディオ山形に移籍、リーグ優勝に導いている。
緑川 かおる（みどりかわ かおる）
ヴェルディ川崎所属のフォワード。
テクニックを持ったフォワードである。勝利よりも先ず、自分が目立ち活躍する事にプレーの重点を置く。そのためには先輩選手にも歯に衣着せず意見する。また、アイドル並みのルックスからCM等にも出演。女性人気が高い。その為リザーブ・ドッグスの過酷な遠征スケジュールを聞いた時にはCMの仕事やその過酷さに根を上げ真っ先に離脱しようとした。常に楽をしておいしい所だけを持っていこうとたくらむが、逆に最も過酷な場面に遭遇してしまう事が多い。リザーブ・ドッグスの結成時の年齢は19歳。ワールドカップ後、ヨーロッパのリーグへの移籍も考えたが、ラテンに魅せられてブラジルのカンピオナート・ブラジレイロ・パルメイラスに移籍、地元でも相変わらず女性人気が高い。
単行本23巻の表紙にリザーブ・ドッグスメンバー全員が描かれたことがあったが、緑川だけ忘れられたというエピソードがある。そのため24巻では緑川1人で表紙を飾った（ちなみに文庫版19巻では23巻の表紙に24巻の緑川の表紙を合成した集合絵が使われている）。
国分 烈（こくぶ れつ）
横浜フリューゲルス所属のフォワード。
俊足が武器のフォワードである。登場した頃は直線的な動きが目立つが、次第に改善された。失敗場面が描かれたり、心理描写も皆無に近いが、W杯本選のアルゼンチン戦では豊富な運動量でフィールドを縦横無尽に駆け巡り、拓郎の2点目の際に好フォローをしている。リザーブ・ドッグスの結成時の年齢は23歳。ワールドカップ後、オランダのエールディヴィジ・フェイエノールトに移籍、「カミカゼ」と呼ばれるほどのカウンター攻撃を見せつけた。伊武に心酔しており（伊武は相手にしていない）、伊武の真似をしてひげを伸ばすが、伊武は既に剃っていた。
なお、最終巻のカバー裏にリザーブドッグスのメンバーのイラストが描かれているが、裏表紙側の2002年の彼だけ忘れられたというエピソードがあり、外伝のカバー裏に描かれている。
末次 浩一郎（すえつぐ こういちろう）
ACミランユース所属のゴールキーパー。
幼い頃、貫一に交通事故から命を救われたことをきっかけにサッカーを始めた。高校選手権の都大会決勝で和也・拓馬に敗北した後、高校を中退し単身イタリアへ渡り、ACミランのユースに所属する。
高校時代は身長が低かったが、イタリアに渡ってから急激に身長が伸びている。それまでの激情振りが無くなり冷静に味方を鼓舞できるようになるなど、ゴールキーパーの資質としての短所も無くなった。驚異的な動体視力と反射神経を誇り、高杉の本気のシュートを幾度となく止めている。本人は「神様じゃねえんだ、取れねえコースは取れねえよ」と言っているが、アルゼンチン代表キーパーであるリカルドが止められなかった和也のドライブシュートを止めたり、ペナルティキックの際にゴールポストと手で挟むようにして止めるという離れ技を度々見せており、幾度と無くチームの危機を救うプレイを見せる守護神。
外伝では貫一を犠牲にして自分が生き残ってしまったという負い目をイタリアでコーチの孫を助けることによって克服している。なお、リザーブ・ドッグスの結成時の年齢は早生まれで18歳である為、リザーブ・ドッグスのメンバーの中でも最年少であり、年齢に合わない態度の大きさを突っ込まれた。無免許で車を運転する。ワールドカップ後には東洋人として初めてACミランで正キーパーをつとめている。
感情表現が不器用な為に誤解を受けがちだが情に厚い面があり、高校時代のチームメイトや両親、イタリアで師事したコーチ家族との交流の中で描写されている。

### 日本代表
フランス大会１次予選のために集められたメンバー。その中で海外でリザーブ・ドッグスとして武者修行に出ていた和也も「逃げ場のないおっかないゲームをしたい」と緑川かおると共に一足早く帰国、日本代表として１次予選に参加することになった。オマーン戦から和也と共に試合を重ねるメンバーである。それぞれ実在の人物がモデル。他にバンディッツ東京から桜場が選抜されている。
鹿野 周一（かのう しゅういち）
モデルは加茂周。Jリーグ発足の強化委員を経て横浜マリノスの監督を務めた。1993年、当時ヴェルディの選手だった伊武の豪胆な態度に惚れ込み、彼を代表に抜擢。97W杯予選時リザーブ・ドッグスの発足、運営について若手を引き抜かれたことから各クラブチームから苦情も来ていると抗議しているサッカー協会員に対し次のように答えた。
「（98年W杯に出られない場合）弱き国、日本は金の力でワールドカップに初出場した。世界中からそう言われることになるんだぞ!」
采配に関してはかなりの手腕を持つが、W杯予選中にプレッシャーから胃潰瘍を患い、本戦では監督として参加せず選手達に後を託す。これはモデルの加茂が予選中に更迭された事も影響している。2002年のW杯では解説者となる。
木室 和司（きむろ かずし）
モデルは木村和司。JFL時代のヤマキ自工とのナビスコカップでは、フリーキックを直接叩き込む等、豊富な経験と卓越した技術を発揮しプレーする。高杉貫一とは旧知のなかで、共にプロ化を喜んだ仲として描かれている。98年W杯編では引退しており、解説者として登場、W杯本大会出場決定後は日本代表の監督代行も務めている。
井浜 正美（いはま まさみ）
モデルは井原正巳。正代表屈指の実力者であり､代表のキャプテンである精神的支柱のセンターバック。共にドーハの悲劇を経験した伊武と再度W杯を目指す。また、正規代表のメンバーでは唯一伊武に意見出来る。W杯予選ではリザーブ・ドッグスの選手とも同等以上に活躍しているがW杯本大会直前のキリンカップでアベルのスパイクが原因で故障してしまう。
巻園 正清（まきぞの まさきよ）
モデルは前園真聖。正代表の中心的な存在の攻撃的ミッドフィールダーで、フォワードもこなす。リザーブ・ドックス合流後は出番も減少するが、W杯アルゼンチン戦では息切れしながらも、限界までプレー。勝利に貢献した。Ｗ杯予選での日本代表ｖｓリザーブ・ドッグズ戦時に今のままじゃ代表はリザーブ・ドッグズに勝てないと発言した和也を殴りつけたり、リザーブ・ドッグスを率いた伊武に反発しながらも彼に憬れて日本代表を目指していたなどといった一幕もある。
古村 則夫（こむら のりお）
モデルは小村徳男。正代表のディフェンダー。W杯の最終予選のウズベキスタン戦ではリザーブ・ドッグスと激しく衝突し合いながらも貴重なゴールを挙げるが後半強引なチャージを仕掛け、自身も負傷し、更にレッドカードを出され退場してしまう。
堀田 茂雄 / 俊彦(ほった　しげお / としひこ)
鹿島アントラーズに所属している正代表のディフェンダー。以前から代表選抜されていた。年長の桜場にも自分の方が代表では先輩だとタメ口である。オマーン戦ではルーズボールを拾われて失点というミスを犯す。以降は控えに回ることもあり生意気な態度は少なくなったようだった。24巻では俊彦だったが、27巻以降では茂雄になっている。
本郷 / 本間(ほんごう / ほんま)
モデルは本田泰人。正代表のミッドフィールダー。オマーン戦は体調不良のために和也にスタメンを譲った。招集された際は本間であったが、それ以降は本郷となっている。
真波(まなみ)
モデルは名波浩。正代表のミッドフィールダー。対リザーブ・ドックス戦では同点ゴールを決めた。
雄島 伸行(おじま　のぶゆき)
モデルは小島伸幸。正代表のゴールキーパー。リザーブ・ドックス戦ではファインプレーを連発していた。ウズベキスタン戦で腰を負傷、以後はキリンカップではスタメン出場していたが、出番は激減する。
坂田（さかた）
フランスW杯出場決定後に新規で代表入りしたミッドフィルダー。キリンカップ、W杯本戦でアルゼンチン相手に活躍。和也達よりも更に若手のようだが、リザーブドッグスと互角以上のレベルでのプレーが可能な模様。ワールドカップ後はサントスFCの二軍でプレー。4年後の最終話2002年W杯でもスタメンであった。
宮村 俊也（みやむら としや）
フランスW杯出場決定後に新規で代表入りした右サイドバック。一時期南米のサッカーに憧れていて、南米のサッカー誌を取り寄せて愛読していたらしい。アルゼンチンにサッカー留学した際の和也のリカルドの無失点記録を打ち破ったエピソードを知っている。キリンカップではレセプションでアベルに絡まれる挙句試合ではラフプレーを受けると災難続きであった。

### アルゼンチン
高校選手権終了後、和也は時任あきらのスカウトで拓郎と共にアルゼンチンにサッカー留学を決意。なお、和也の留学先をアルゼンチンにしたのは候補はブラジルとアルゼンチンの2国あったそうだが、前者は既に他のサッカー漫画でも十分に取り上げられているということでアルゼンチンに決まったらしい。ライバルの出現など急展開を迎えるがこれが後にこの作品のクライマックスを大きく盛り上げる要因になる。
ダミアン・ロペス
ポジションはフォワード、ミッドフィルダー。ディエゴ・マラドーナの再来と言われるアルゼンチンを代表するスター選手。4人のDFに囲まれた状態でも強引に突破するなど身体能力は高く、シュート、パス、ドリブル、プレースキック全てにおいて最高水準にある。またゲームメイクもこなす。
和也の留学した当初、和也と同じボカ・セントラルに所属していたが、チーム内の練習試合で激昂しライバルのリーベル・パシフィックに移籍し、リーグ優勝のかかった試合で再び和也と戦うことになる。その生い立ちから日本人に対して憎悪を抱いていたが、和也との激しい戦いの後、その力を認める様になる。
誇り高い性格で自国の誇りを背負う気概を持っており、その姿勢が和也に多大な影響を与える。
その後イタリア・セリエAのユベントスに移籍し中心選手として活躍した。アルゼンチン時代は大の日本嫌いで非情なまでにダーティな一面も見せる選手だったが徐々に性格も落ち着き、W杯編ではアジア予選を観戦していたり、イタリアのフィレンツェに日本代表対リザーブドッグス戦を観戦に訪れていた。後にインテル・ミラノに移籍しており、ACFフィオレンティーナに所属する和也と飲みに行っている。
家族思いな面があり、特に幼少時より面倒を見てきた妹のエリサを大切にしている。
エリサ・ロペス
ダミアン・ロペスの実妹。和也とダミアンが出会うきっかけを作ったのも彼女である。初めは和也をダミアン同様敵視していたが、ダミアン移籍後にボカのフーリガンに絡まれていたところを和也達に助けられて以来和也に徐々に心を開いていき、ボカvsリーベル戦では和也とリカルドのPK勝負では和也を応援するほどであった。後にダミアンの移籍と共にイタリアに渡っている。トリノのボーイフレンド曰く「帽子美人」らしい。
リカルド・ゴードマン
「ゴッドハンド」「伝説」と称される南米を代表するアルゼンチン代表のゴールキーパー。
アルゼンチンリーグではダミアンと同じリーベル所属。3度のW杯代表キャップ、和也にPKを決められるまで2670分間の連続無失点記録を保持していた。巨大な体躯に見合わない俊敏な動きと高度なゴールキーパースキルを併せ持ち、連続無失点記録中にはPKを26回セーブしている。試合中は非情な面を見せるが基本的には気の良い人物でラテンのノリでとっつきやすい性格。周囲と距離を置くダミアンにもマイペースに接するなど度量の深さとキャプテンシーもかなりのもの。相手チームの選手の故障の治療をかかりつけの医者に頼むなど、フェアな一面もある。肩の関節を鳴らす癖がある。2002年W杯では前回のリベンジを果たすまでは引退しないと表明。
アベル・レドンド
アルゼンチン代表のフォワード。
98年W杯からダミアンの指名でアルゼンチン代表入りを果たす。ポジションはフォワードだが、試合ではキーマンに対する「潰し屋」としての役割を担う。代表入りにダミアンが関与していることもあり、彼が純粋にライバル視している和也にはかなりの敵意を抱いている。性格は尊大かつ酷薄で、キリンカップ前のレセプションでは宮村の足を引っかけておいて謝るどころか自分の足を自慢し、相手を潰すには反則も厭わない。
98年W杯直前のキリンカップでは執拗に和也を狙うが、自身がレッドカードを出され退場。しかもこの時のクロスプレーで和也の肘が顔面に入り顔面骨折してしまう。W杯本大会の日本vsアルゼンチン戦では対象を拓馬に切り替え執拗に狙うが完敗している。
2002年W杯ではダミアンの推薦なしで代表復帰。
屋敷 隆（やしき たかし）
アルゼンチンのボカ・セントラルの4軍に所属していた日本人選手。ポジションはミッドフィルダー。和也と拓郎がアルゼンチン留学する半年前にやはり時任あきらに声を掛けられ留学したらしい。当初はすっかりやる気を失くしていたが1軍相手に奮闘する和也と拓郎、八木のプレーを見て遂に奮起する。その試合で日本人離れしたテクニックを買われ3軍に昇格する。チームメイトの八木には「気性の激しさは南米向き」と言われている。
八木 雅明（やぎ まさあき）
アルゼンチンのボカ・セントラルの4軍に所属していた日系人。和也と拓郎に4軍の状態を伝えるのが彼である。温厚な性格で和也と拓郎のこともすぐに受け入れた。「〜カラ」と語尾につけるクセがある。当たりは強く、1軍キャプテンのミゲーレにも当たり負けなかった。実家は酒屋をやっており、試合後にはチーム全員で宴会をやっている。
ミゲーレ・バティステェータ
ボカ・セントラルの1軍キャプテン。ポジションはフォワード。
解散寸前だった4軍を試合を通じて存続させるように、1軍に昇格したものの、レベルについていけない和也と拓郎をまだ様子を見るべきだとオーナーに進言するあたり、かなりの発言力を持っている。リーベルとの試合では故障を抱えていた左膝が限界を超えかけてしまうが、リカルドの好意による応急手当を受けて復活する。自らの言動一つでチームメイトを鼓舞するなど優れたキャプテンシーを持っている。和也、拓郎の才能を評価しており、リカルドの無失点記録を打ち破るPKのシュートを和也に託す。作者がアルゼンチンに取材に行った際に出会った実在の「ミゲーレ」という人物がモデルである。
時任 大輔（ときとう だいすけ）
時任あきらの兄。ボカ・セントラルの4軍監督。かつてはミゲーレとツートップを組むフォワードだったが試合中の目の負傷で引退する。指導者としての新たな道に希望を託すも｢日系の溜まり場｣として不遇な扱いを受け無気力になっていく4軍に絶望し、酒びたりの日々を過ごし腑抜けてしまっていた。その姿を見かねた妹のあきらが和也と拓郎を連れて来て、彼らの必死のプレーを見て遂に奮起する。和也と拓郎にアルゼンチンのサッカーを説いた。ミゲーレとの親交は引退後も続いており、彼の左膝の状態にも気付いていた。

### アジア最終予選
代表ジャックを目論んだリザーブ・ドッグスと旧代表の最終予選の出場権を賭けた試合はリザーブ・ドッグス側の勝利に終わるがガーナとの壮行試合では監督・鹿納は旧代表をスタメンで起用したことで旧代表、リザーブ・ドッグスにはさらなる確執が生まれることになるが、両サイドと試合をこなしてきた和也が繋ぎ合わせて、テンションを高く、そして負傷者が出ても欠員補充も容易、さらに他国の情報分析を許さないチームを形成して最終予選に挑むことが監督の狙いであった。各試合様々なキャラクターの視点から描かれていることが印象的なエピソードである。

#### サウジアラビア代表
日本代表は予選３戦１勝２分という成績で負傷者も次々に増えてきており、監督・鹿納までもが胃潰瘍を患ってしまい後がない中でワールドカップ出場をこの試合で予選勝ち抜きで決定したい監督の打ち立てた作戦とは伊武をトップに上げて３トップにすることであった。和也はよりボランチとしての負担が増加してしまい、かつて対峙したアブドゥル、２人のウインガーとのマッチアップを余儀なくされる。
アブドゥル・アルサハリ
サウジアラビア代表の若きエース。左利きのドリブラーであり、抜群のスピード・突破力を誇る。マンマークを務めた和也もダミアンに匹敵する運動能力に翻弄されていた。対リザーブ・ドックスに途中出場し、数秒でゴールを決めた。初登場時はギャンブル好きで自信過剰なところがあったが、和也と出会い鍛錬を決意。最終予選では前述の力に加え、高精度のフリーキックを身につけて登場。性格も落ち着いた。
モハメド・ジャバド
サウジアラビア代表キャプテン。前回のW杯に出場したベテラン選手で、伊武とも交友関係がある。ニコニコとした顔つきとは裏腹に、狡猾である。モデルは「砂漠のペレ」ことマジェド・アブドゥラー。
アル・デアイン
サウジアラビア代表のゴールキーパー。元イタリアリーグのバレーボール選手で、ジャバドに誘われてサッカー選手に転向。モデルはモハメド・アル＝デアイエ
アリ・アミン
サウジアラビア代表のウインガー。アブドゥルと敬語で話しているが、心中は見下している。
ファハド・フセイン
サウジアラビア代表のウインガー。アミンと比べて寡黙。アブドゥル・アミンとのトリオによって、真価を発揮する。当たりに強いらしく、和也も手を焼かされていた。

#### 韓国代表
ウズベキスタン戦を勝利に終わったが伊武のイエロー累積、他選手の負傷、そして和也も自分の立場から来るプレッシャーからの食欲不振と苦しめられている中で韓国代表戦を行うことになる。韓国側はウズベキスタン戦でリザーブ・ドッグス、旧代表を繋ぎ合わせていた和也をマンマークで封じ込める作戦に出始める。日本代表側は和也以外ウズベキスタン戦とは全く違うメンバーで試合に臨むことになる。
柳 明祐 （ユウ ミョンウ）
韓国代表のディフェンダーでキャプテンである。韓国の守りの要であり、「1対1では無敵」と言われている。モデルは洪明甫。
日本戦では、槌矢とタクローのサイド攻撃を阻止している。最後にはタクローのトリックプレーに抜かれてしまい、尹を和也にマンマークさせる作戦も失敗に終わってしまい劣勢を感じて引き分けを狙った作戦に切り替えてW杯出場を果たした。和也のマンマークを指示して逆につぶされた尹を見てなお動ける和也の存在を「ワールドカップに行くチームにはこういう男がいる」と認めていた。
尹 成勇(ユン ソンヨン)
韓国代表のミットフィールダー。柳に和也のマンマークを命じられたが、和也のけた外れのスタミナにつぶされてしまい途中交代を余儀なくされた。一度末次の作戦で和也をフリーにしてしまい、決定機を作られてしまったが相手ゴール前から自軍のゴールまで走って相手のシュートをブロックした。モデルは崔成勇。
張 正九 （チャン ジョンク）
韓国代表のフォワード。ビッグマウスで日本代表をなめていたが、DF陣と末次にいいように翻弄された。

#### イラン代表
愛子もサウジ戦からレポーターとして予選に参加するため、イラン戦から和也の母親晶子と現地に駆け付け予選も佳境に入っていく。空港からそんな中イラン代表のサポーターと会場へのタクシーに乗り合わせることになる。そこで不安になる愛子はサポーターの老人から「選手の信じる力になるために駆けつけた」という話を聞き、いよいよ会場入りするがまさに日本代表側は絶望的な状況、老人の言葉を信じて勝利を叫び続ける愛子の姿が土壇場で和也を発奮させ、かつて貫一に命を助けられた末次が晶子の前で宣言した約束を果たし、最悪の状況を退けることに成功する。
アル・ダエイ
モデルはアリ・ダエイ。イラン代表のフォワード。フィジカル・パワー・スピードすべてを兼ね備えた超人的な選手で、韓国代表の柳からも高い評価を得ている。VTRを見た日本代表全員が「センタリング上げられたら終わり」と恐れており、試合ではハイボールに強い寺本を肩を脱臼させる負傷させ、1点リードしていた状況でペナルティエリア内のダイビングでPKを獲得して日本代表を追い詰めた。

### その他
モロ岡 モロ雄（もろおか もろお）
ニッポン放送の実況担当。モデルは師岡正雄。
Jリーグ編の一話目でリポーターとなった愛子の上司、あるいは先輩として初登場する。その後、ニークとグーニャの間を取り持ったり、リザーブ・ドッグスの遠征についていくなど、バンディッツ東京やリザーブ・ドッグスには縁が深くなる。98年Ｗ杯アルゼンチン戦のクライマックスではかなり美味しい役回りになる。
時任 あきら（ときとう あきら）
腕の確かなフリーカメラマンで容姿端麗な女性。和也と拓郎をアルゼンチンに留学させるきっかけを作った。ボカ・セントラルの4軍監督をしている兄がおり、腑抜けてしまった兄の復活にきっかけにと和也と拓郎に留学を薦めたが徐々に彼らを本当の意味で認めていく。和也と拓郎が帰国後は世界を飛び回っていたようだがJリーグ編で再登場。和也に対してはかなりの信頼を寄せており、ニークにバンディッツ入団を薦めたのも和也の存在がニークを奮起させると見込んでのことである。語学には極めて堪能でスペイン語、ロシア語、アラビア語を使いこなしている。
中西 コージ（なかにし こーじ）
和也がアルゼンチン帰国後に初登場（初登場時は小学生）。かつて和也、愛子、拓馬が所属していたさくら町キッカーズでサッカーをしている（なお、この時のコーチは愛子）。当初はヴェルディのファンだったようだが、ヤマキとヴェルディの試合を見てヤマキの大ファンに。愛子を通じて和也とも知り合いになり試合後にラーメンを奢って貰った縁で､以後自称「バンディッツのサポーターとしてはVIP」「和也のマブダチ」に。素直な面と「ロマーリオなみ」とクラスメイトに呆れられるプライドの高さを持つ思春期の少年らしい性格である。
彼が中学生になるJリーグ編、日本代表編でも彼にある程度スポットライトを当てたエピソードが用意されている。
磯野 水希（いその みずき）
タクローの妹。高校サッカー編では本来の有明水産サッカー部のマネージャーが過労で全国大会に参加できなかったため代行でマネージャーをやっていた。本業は陸上と水泳である。高校サッカー編では親切にしてくれた和也に好意を寄せていたようだが、W杯編になると就職した地元の造り酒屋に好意を寄せている男性がいる。
グーニャ
ニークの恋人のウズベキスタン人。ソ連解体後、ニークとは別れて日本に出稼ぎに来ていた。ニークは彼女のためにウズベキスタン国籍を取得したが、その時には既に彼女は彼の前から姿を消していた。事情を知ったバンディッツ東京の面々の必死の捜索やモロ岡の協力により遂にニークと再会する。流暢に日本語を話す。彼女を巡る騒動の中で、ニークは当初は折り合いが悪かったバンディッツ東京の選手と和解した。
大倉 美希（おおくら みき）
97年W杯アジア予選で初登場の日本代表のサポーターの応援団長。関西弁を使う。伊武びいきである。
尾俣 隆一（おまた りゅういち）
ヤマキ自工オマーン営業所勤務の日本人。異国の地での単身赴任、営業成績が芳しくない状況に悩んでいたが98年W杯予選の日本vsオマーン戦を現地で観戦、大倉美樹達に出会いサポーターとして日本代表を応援し始める。最終予選が始まる頃には既に自称マニアになっており、マレーシアにも現地に応援に駆けつけ、サポーターサイドの解説役として活躍している。なおこの時ヤマキ自工の社長令嬢である八巻玉緒とも顔見知りになっているが、その面前で「日本人として会社になんかいってられません」と発言している（玉緒曰く「ヤマキの人ならお父さん怒ってすぐクビね」）。後に互いの素性が分かり「社長には内密に!」と尾俣は玉緒に懇願していた。